# Kromholz Mihály
Kromholz Mihály (Zsámbokrét, 1672. szeptember 7. – Lőcse, 1739. február 23.) Jézus-társasági áldozópap és hitszónok.

## Élete
22 éves korában lépett a jezsuita rendbe és több helyütt volt szlovák hitszónok: 1730-ban Ungvárt, 1731-ben Kolozsvárott, 1733-1745 között Eperjesen és 1736-tól Lőcsén.

## Művei
- Priklad ziwota dobrého a smrti dobrég ... w. ... Katerjne Okolicsány ... Pána Pongracz Andrassa. Nagyszombat. (A jó élet és jó halál példája, Pongrácz Andrásné felett tartott gyászbeszéd a beszterczebányai tót templomban 1719. július 31.)
- Concio polemica in civici magistratus instauratione Szakolczae. Nagyszombat, 1724. (Stoeger ezen munkának czímét mely valószinű, hogy tót nyelven jelent meg, így adja.)
- Epigrammatum Liber unus. Cassoviae, 1735.

Stoeger még két munkáját említi, szintén hiányos címmel: Carminum libri quibus dolores suos describit eosque levare studuit és Triplex nomen Christiani, Catholici, Fratris, Unguarini auditoribus suis in strenam oblatum. Ungvár. (Magyarul és németül.)